# Radisson Blu Riverside
Radisson Blu Riverside är ett Radisson Hotels & Resorts-hotell beläget centralt på Lindholmspiren 4 i Lindholmen i Göteborg. Med 265 rum, prisbelönt restaurang och baren Cuckoo’s Nest, bastu, spapooler, bubbelpoolen på takterrassen Cuckoo On The Roof, är det ett av Göteborgs större hotell i centrala staden. Hotellet öppnades 2013.